# Leucochrysa furcata
Leucochrysa furcata är en insektsart som beskrevs av De Freitas och Penny 2001. Leucochrysa furcata ingår i släktet Leucochrysa och familjen guldögonsländor. Inga underarter finns listade i Catalogue of Life.